# Élections cantonales de 1931 dans le Finistère
Les élections cantonales françaises de 1931 ont eu lieu les 18 octobre et 25 octobre 1931.

## Assemblée départementale sortante
| Parti                                          | Sigle   | Élus |
| ---------------------------------------------- | ------- | ---- |
| Radicaux et républicains (24 sièges)           |         |      |
| Radicaux-socialiste                            | Rad-soc | 10   |
| Alliance démocratique                          | Rép.G   | 6    |
| Radicaux indépendants                          | Rad.ind | 5    |
| Parti républicain-socialiste                   | Rép.soc | 3    |
| Droites (17 sièges)                            |         |      |
| Conservateur                                   | Conserv | 10   |
| Union républicaine démocratique                | URD     | 7    |
| Socialistes (2 sièges)                         |         |      |
| Section française de l'Internationale ouvrière | SFIO    | 2    |
| Président du conseil général                   |         |      |
| Ferdinand Lancien (Radical-socialiste)         |         |      |

## Assemblée départementale élue
| Parti                                          | Sigle   | Sièges |
| ---------------------------------------------- | ------- | ------ |
| Radicaux et républicains (23 sièges)           |         |        |
| Radicaux-socialiste                            | Rad-soc | 9 -1   |
| Radicaux indépendants                          | Rad.ind | 7 +2   |
| Alliance démocratique                          | Rép.G   | 5 -1   |
| Parti républicain-socialiste                   | Rép.soc | 3      |
| Droites (18 sièges) +1                         |         |        |
| Conservateur                                   | Conserv | 11 +1  |
| Union républicaine démocratique                | URD     | 7      |
| Socialistes (1 siège) -1                       |         |        |
| Section française de l'Internationale ouvrière | SFIO    | 1 -1   |
| Président du conseil général                   |         |        |
| Ferdinand Lancien (Radical-socialiste)         |         |        |

## Résultats par canton

### Canton de Brest-1
| Candidats | Candidats            | Étiquette | Premier tour | Premier tour | Second tour | Second tour |
| Candidats | Candidats            | Étiquette | Voix         | %            | Voix        | %           |
| --------- | -------------------- | --------- | ------------ | ------------ | ----------- | ----------- |
|           | Victor Le Gorgeu     | Rad.ind   | 1 746        | 47.36        | 2 099       | 56.41       |
|           | Guillaume Messager * | SFIO      | 1 404        | 38.08        | 1 617       | 43.46       |
|           | Étienne Corre        | Adsao     | 536          | 14.54        |             |             |
|           |                      |           |              |              |             |             |
| Inscrits  | Inscrits             | Inscrits  | 6 743        |              | 6 743       |             |
| Votants   | Votants              | Votants   | 3 733        | 55.36        | 3 767       | 55.87       |
| Exprimés  | Exprimés             | Exprimés  | 3 687        | 98.77        | 3 721       | 98.78       |

*sortant

### Canton d'Ouessant
|          | Pierre Mocaër *  | PDP-URD  | 199 | 54.22 |  |  |
|          | Léon Courtillier | Rad.ind  | 168 | 45.78 |  |  |
|          |                  |          |     |       |  |  |
| Inscrits | Inscrits         | Inscrits | 736 |       |  |  |
| Votants  | Votants          | Votants  | 375 | 50.95 |  |  |
| Exprimés | Exprimés         | Exprimés | 367 | 97.87 |  |  |

*sortant

### Canton de Lesneven
Louis-Marie Bihan-Poudec (Conserv) est mort en 1928. Fernand Le Corre (PDP-URD) est élu lors de la partielle.
|          | Fernand Le Corre * | PDP-URD  | 3 702 | 96.16 |  |  |
|          |                    |          |       |       |  |  |
| Inscrits | Inscrits           | Inscrits | 5 403 |       |  |  |
| Votants  | Votants            | Votants  | 3 850 | 71.26 |  |  |
| Exprimés | Exprimés           | Exprimés | 3 704 | 96.21 |  |  |

*sortant

### Canton de Ploudiry
|          | Marcel Boucher * | Conserv  | 1 028 | 86.97 |  |  |
|          |                  |          |       |       |  |  |
| Inscrits | Inscrits         | Inscrits | 1 532 |       |  |  |
| Votants  | Votants          | Votants  | 1 182 | 77.15 |  |  |
| Exprimés | Exprimés         | Exprimés | 1 082 | 91.54 |  |  |

*sortant

### Canton de Saint-Renan
|          | Baron Stanislas de Taisne de Raymonval | Conserv  | 2 155 | 58.85 |  |  |
|          | Gustave Cheminant *                    | Rép.G    | 1 505 | 41.10 |  |  |
|          |                                        |          |       |       |  |  |
| Inscrits | Inscrits                               | Inscrits | 4 764 |       |  |  |
| Votants  | Votants                                | Votants  | 3 744 | 78.59 |  |  |
| Exprimés | Exprimés                               | Exprimés | 3 662 | 97.81 |  |  |

*sortant

### Canton de Landerneau
|          | Gaston de l'Hôpital * | Conserv-URD | 3 450 | 90.34 |  |  |
|          |                       |             |       |       |  |  |
| Inscrits | Inscrits              | Inscrits    | 6 662 |       |  |  |
| Votants  | Votants               | Votants     | 3 819 | 57.33 |  |  |
| Exprimés | Exprimés              | Exprimés    | 3 582 | 93.80 |  |  |

*sortant

### Canton de Plogastel-Saint-Germain
|          | Jean Hénaff      | URD      | 2 675 | 51.28 |  |  |
|          | Albert Le Bail * | Rad-soc  | 2 541 | 48.71 |  |  |
|          |                  |          |       |       |  |  |
| Inscrits | Inscrits         | Inscrits | 6 176 |       |  |  |
| Votants  | Votants          | Votants  | 5 263 | 85.22 |  |  |
| Exprimés | Exprimés         | Exprimés | 5 217 | 99.13 |  |  |

*sortant

### Canton de Quimper
Théodore Le Hars (Rad.ind) meurt d'un accident de la route en 1928.
Louis Feunteun (Rad.ind) est élu lors de la partielle.
|          | Louis Feunteun * | Rad.ind  | 4 754 | 87.05 |  |  |
|          |                  |          |       |       |  |  |
| Inscrits | Inscrits         | Inscrits | 9 127 |       |  |  |
| Votants  | Votants          | Votants  | 5 461 | 59.83 |  |  |
| Exprimés | Exprimés         | Exprimés | 4 850 | 88.81 |  |  |

*sortant

### Canton de Briec
Yves Gouérou (Conserv) ne se représente pas.
|          | François Lannuzel | Rad.ind  | 1 184 | 51.48 |  |  |
|          | Michel Croissant  | URD      | 1 116 | 48.52 |  |  |
|          |                   |          |       |       |  |  |
| Inscrits | Inscrits          | Inscrits | 2 611 |       |  |  |
| Votants  | Votants           | Votants  | 2 324 | 89.01 |  |  |
| Exprimés | Exprimés          | Exprimés | 2 300 | 98.97 |  |  |

*sortant

### Canton de Scaër
|          | Henri Croissant * | Rad-soc  | 1 455 | 55.58 |  |  |
|          | François Cadic    | URD-PDP  | 1 152 | 44.00 |  |  |
|          |                   |          |       |       |  |  |
| Inscrits | Inscrits          | Inscrits | 3 401 |       |  |  |
| Votants  | Votants           | Votants  | 2 657 | 78.12 |  |  |
| Exprimés | Exprimés          | Exprimés | 2 618 | 98.53 |  |  |

*sortant

### Canton de Douarnenez
| Candidats | Candidats                | Étiquette | Premier tour | Premier tour | Ballotage | Ballotage |
| Candidats | Candidats                | Étiquette | Voix         | %            | Voix      | %         |
| --------- | ------------------------ | --------- | ------------ | ------------ | --------- | --------- |
|           | François Halna du Fretay | URD       | 2 550        | 41.84        | 3 301     | 54.71     |
|           | Daniel Le Flanchec       | Comm.     | 2 012        | 33.01        | 2 729     | 45.23     |
|           | Henri Damey              | Rad.ind   | 1 324        | 21.72        |           |           |
|           | Guillaume Leyer          | SFIO      | 209          | 3.43         |           |           |
|           |                          |           |              |              |           |           |
| Inscrits  | Inscrits                 | Inscrits  | 8 722        |              | 8 725     |           |
| Votants   | Votants                  | Votants   | 6 171        | 70.75        | 6 200     | 71.06     |
| Exprimés  | Exprimés                 | Exprimés  | 6 095        | 98.77        | 6 034     | 97.32     |

*sortant

### Canton de Morlaix
| Candidats | Candidats                | Étiquette         | Premier tour | Premier tour | Ballotage | Ballotage |
| Candidats | Candidats                | Étiquette         | Voix         | %            | Voix      | %         |
| --------- | ------------------------ | ----------------- | ------------ | ------------ | --------- | --------- |
|           | François-Louis Bourgot * | Soc.ind (ex SFIO) | 1 863        | 45.62        | 2 112     | 51.25     |
|           | Thomas Parc              | SFIO              | 1 259        | 30.83        | 2 009     | 48.75     |
|           | Alain Géréec             | Rad-soc           | 668          | 16.36        |           |           |
|           | Mr Jourand du Trémen     | Rad.ind           | 294          | 7.20         |           |           |
|           |                          |                   |              |              |           |           |
| Inscrits  | Inscrits                 | Inscrits          | 5 530        |              | 5 530     |           |
| Votants   | Votants                  | Votants           | 4 162        | 75.26        | 4 175     | 75.50     |
| Exprimés  | Exprimés                 | Exprimés          | 4 084        | 98.13        | 4 121     | 98.71     |

*sortant

### Canton de Sizun
|          | Pierre Mazé *       | Rad-soc  | 1 169 | 60.01 |  |  |
|          | Mr Sanquer          | PDP-URD  | 599   | 30.75 |  |  |
|          | Jean-François Baron | SFIO     | 180   | 9.24  |  |  |
|          |                     |          |       |       |  |  |
| Inscrits | Inscrits            | Inscrits | 2 273 |       |  |  |
| Votants  | Votants             | Votants  | 1 982 | 87.20 |  |  |
| Exprimés | Exprimés            | Exprimés | 1 948 | 98.29 |  |  |

*sortant

### Canton de Taulé
|          | François-Louis Guillou * | Rad.ind  | 1 310 | 59.01 |  |  |
|          | Yves Merret              | URD      | 910   | 40.99 |  |  |
|          |                          |          |       |       |  |  |
| Inscrits | Inscrits                 | Inscrits | 3 243 |       |  |  |
| Votants  | Votants                  | Votants  | 2 245 | 69.23 |  |  |
| Exprimés | Exprimés                 | Exprimés | 2 220 | 98.89 |  |  |

*sortant

### Canton de Plouigneau
|          | Armand Jaouen * | Rad-soc (ex Rad.ind ex Rép.G) | 1 984 | 91.22 |  |  |
|          |                 |                               |       |       |  |  |
| Inscrits | Inscrits        | Inscrits                      | 3 503 |       |  |  |
| Votants  | Votants         | Votants                       | 2 175 | 62.09 |  |  |
| Exprimés | Exprimés        | Exprimés                      | 1 984 | 91.22 |  |  |

*sortant

### Canton de Châteaulin
|          | Louis Larvol   | PDP-URD              | 2 400 | 54.88 |  |  |
|          | Charles Goas * | Rad-soc (ex Rad.ind) | 1 732 | 39.61 |  |  |
|          | Fernand Jacq   | Comm.                | 241   | 5.51  |  |  |
|          |                |                      |       |       |  |  |
| Inscrits | Inscrits       | Inscrits             | 6 128 |       |  |  |
| Votants  | Votants        | Votants              | 4 443 | 72.50 |  |  |
| Exprimés | Exprimés       | Exprimés             | 4 373 | 98.43 |  |  |

*sortant

### Canton de Châteauneuf-du-Faou
|          | Victor Le Guern * | Rad.ind  | 3 301 | 78.04 |  |  |
|          | Henri Mahé        | SFIO     | 924   | 21.84 |  |  |
|          |                   |          |       |       |  |  |
| Inscrits | Inscrits          | Inscrits | 6 313 |       |  |  |
| Votants  | Votants           | Votants  | 4 279 | 67.78 |  |  |
| Exprimés | Exprimés          | Exprimés | 4 230 | 98.86 |  |  |

*sortant

### Canton d'Huelgoat
|          | François Le Dilasser * | Rad-soc  | 1 633 | 59.47 |  |  |
|          | Yves Rolland           | SFIO     | 1 113 | 40.53 |  |  |
|          |                        |          |       |       |  |  |
| Inscrits | Inscrits               | Inscrits | 4 094 |       |  |  |
| Votants  | Votants                | Votants  | 2 785 | 68.03 |  |  |
| Exprimés | Exprimés               | Exprimés | 2 748 | 98.67 |  |  |

*sortant

### Canton du Faou
Albert Louppe, (Rad.ind), président du conseil général depuis 1912 est mort en 1927.
Yves Bourhis (Rad-soc) est élu lors de la partielle.
|          | Yves Bourhis * | Rad-soc  | 1 339 | 93.70 |  |  |
|          |                |          |       |       |  |  |
| Inscrits | Inscrits       | Inscrits | 2 110 |       |  |  |
| Votants  | Votants        | Votants  | 1 429 | 67.73 |  |  |
| Exprimés | Exprimés       | Exprimés | 1 352 | 94.61 |  |  |

*sortant

### Canton de Quimperlé
Jules Le Louédec (Rad-soc) est mort en mars 1931.
|          | Jean-Marie Le Gall | Rad-soc (*) | 1 870 | 68.65 |  |  |
|          | Mr Le Naour        | URD         | 463   | 17.00 |  |  |
|          | Mr Maurel          | Rad.ind     | 342   | 12.56 |  |  |
|          |                    |             |       |       |  |  |
| Inscrits | Inscrits           | Inscrits    | 4 567 |       |  |  |
| Votants  | Votants            | Votants     | 2 825 | 61.86 |  |  |
| Exprimés | Exprimés           | Exprimés    | 2 724 | 96.43 |  |  |

*sortant

### Canton de Landivisiau
Laurent Boucher (Conserv) est mort en 1929. Gabriel Pouliquen (URD) est élu lors de la partielle.
|          | Gabriel Pouliquen * | URD      | 2 679 | 94.50 |  |  |
|          |                     |          |       |       |  |  |
| Inscrits | Inscrits            | Inscrits | 4 108 |       |  |  |
| Votants  | Votants             | Votants  | 2 835 | 69.01 |  |  |
| Exprimés | Exprimés            | Exprimés | 2 681 | 94.57 |  |  |

*sortant

### Canton de Pont-Aven
|          | François Cadoret * | Rad-soc  | 3 089 | 93.15 |  |  |
|          |                    |          |       |       |  |  |
| Inscrits | Inscrits           | Inscrits | 5 495 |       |  |  |
| Votants  | Votants            | Votants  | 3 316 | 60.35 |  |  |
| Exprimés | Exprimés           | Exprimés | 3 089 | 93.15 |  |  |

*sortant